# Simó Virgili
Simó Virgili (m. 1375) va ser un dentista català del segle xiv, llavors coneguts com a mestres queixalers. A hores d'ara, es considera el primer mestre queixaler del qual se’n conserva informació.
Virgili va viure a Barcelona, en una casa situada al Portal de la Torre de Sant Vicenç. Les despeses de la casa eren pagades pels Jurats de Barcelona, a proposta del rei. Professionalment no hi ha documentada cap altra activitat que no fos aquesta, que va exercir fins a la seva mort, l'any 1375. La seva plaça va ser ocupada per Bartomeu Pérez.
El mestre va ser el preferit de Pere III i va ser el que més vegades va exercir entre els personatges de la Cort. Gràcies als documents conservats tant d'ell com del seu successor, s'han pogut conèixer detalls professionals sobre els serveis i les condicions del dentistes en aquest període de la història.